# Lista gatunków z rodzaju krzyżownica
Lista gatunków z rodzaju krzyżownica (Polygala ) – lista gatunków z rodzaju roślin z rodziny krzyżownicowatych. Należy do niego co najmniej 623 gatunki (tyle nazw zweryfikowanych i zaakceptowanych podaje The Plant List), poza tym 707 taksonów ma status gatunków niepewnych (niezweryfikowanych).

## Lista gatunków
- Polygala abbreviata Markötter
- Polygala aboriginum Small

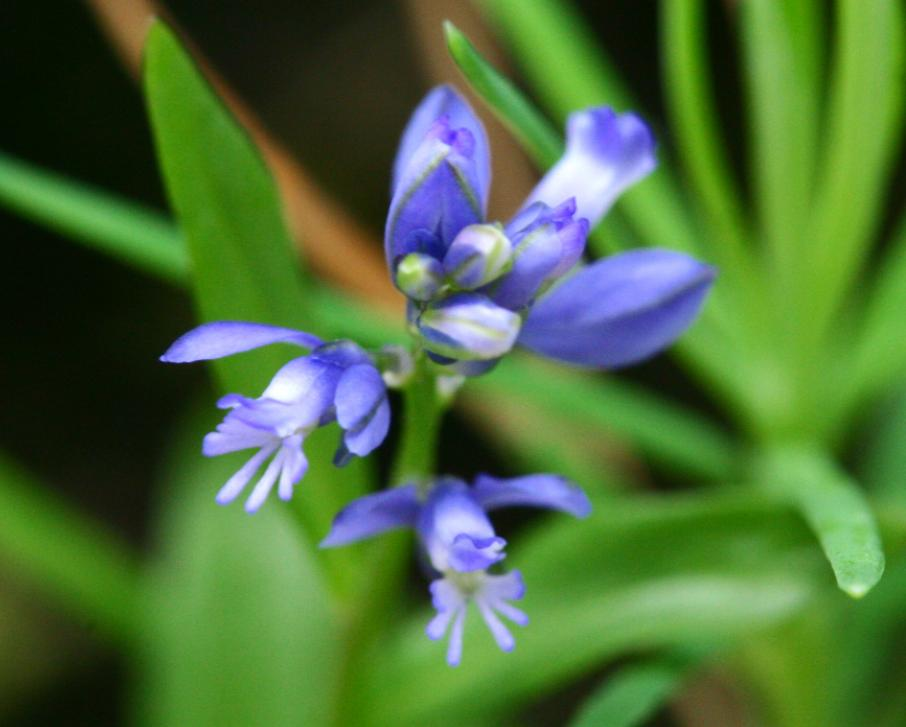
Polygala alpestris

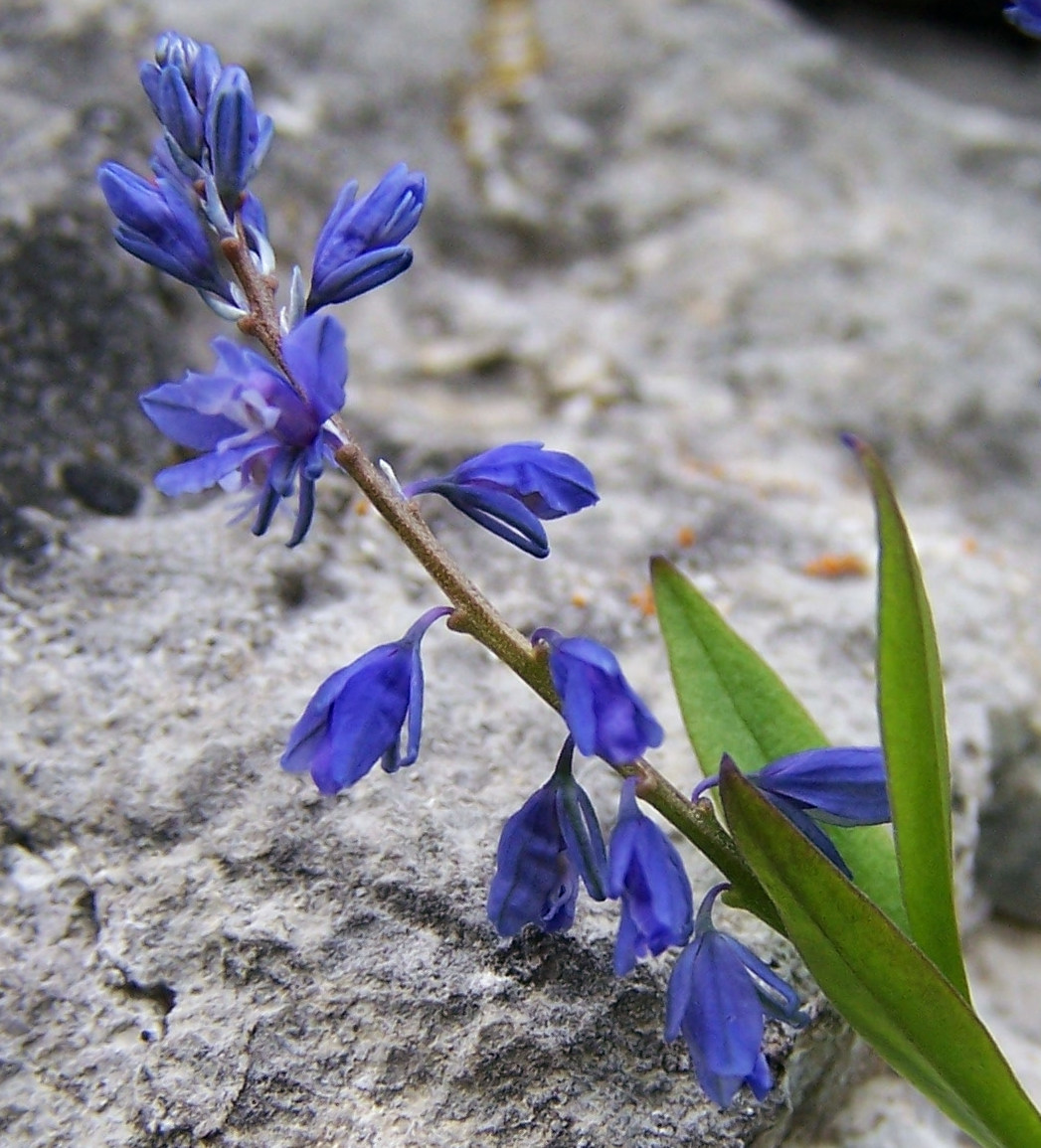
Krzyżownica gorzka

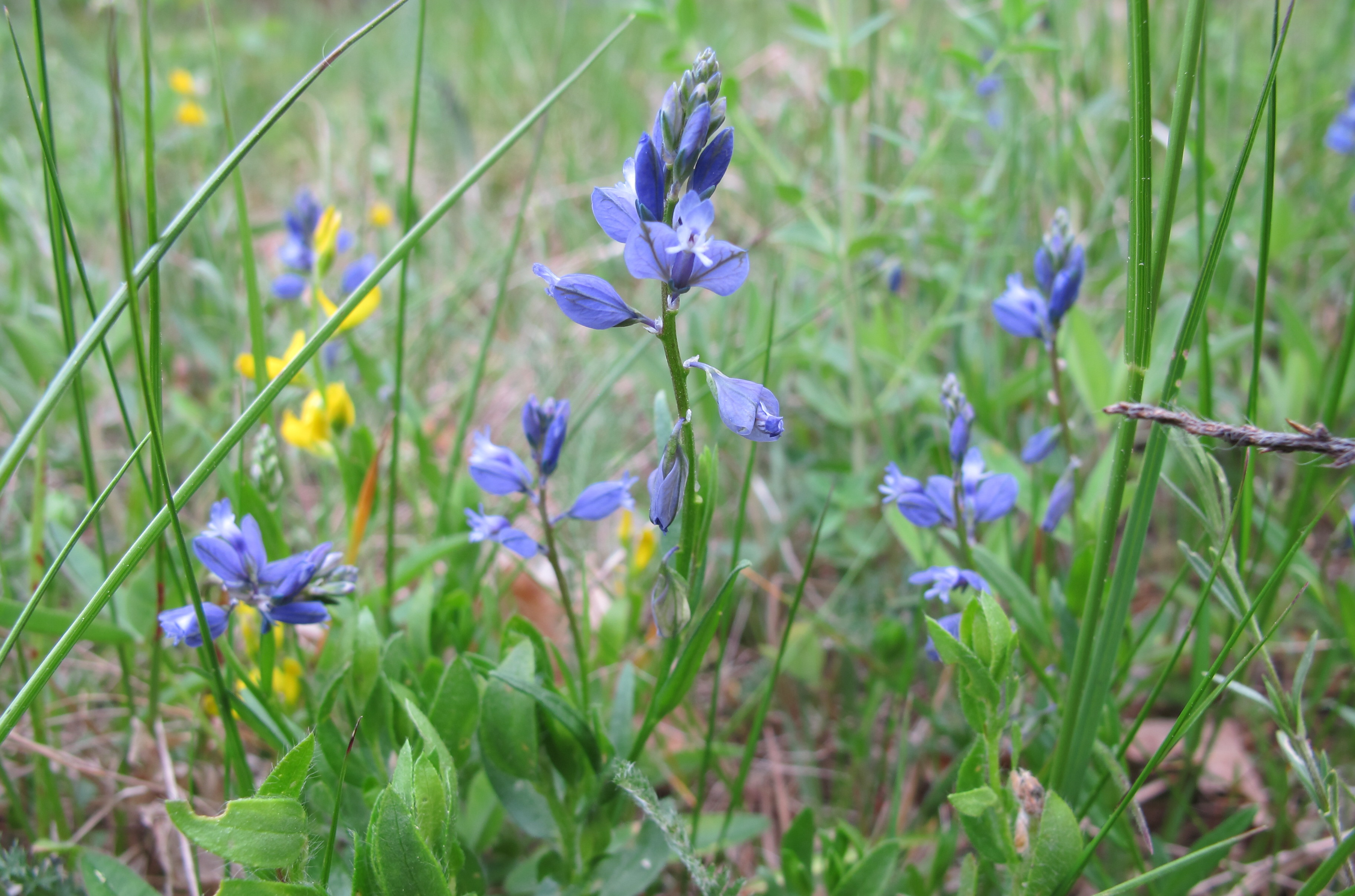
Krzyżownica gorzkawa

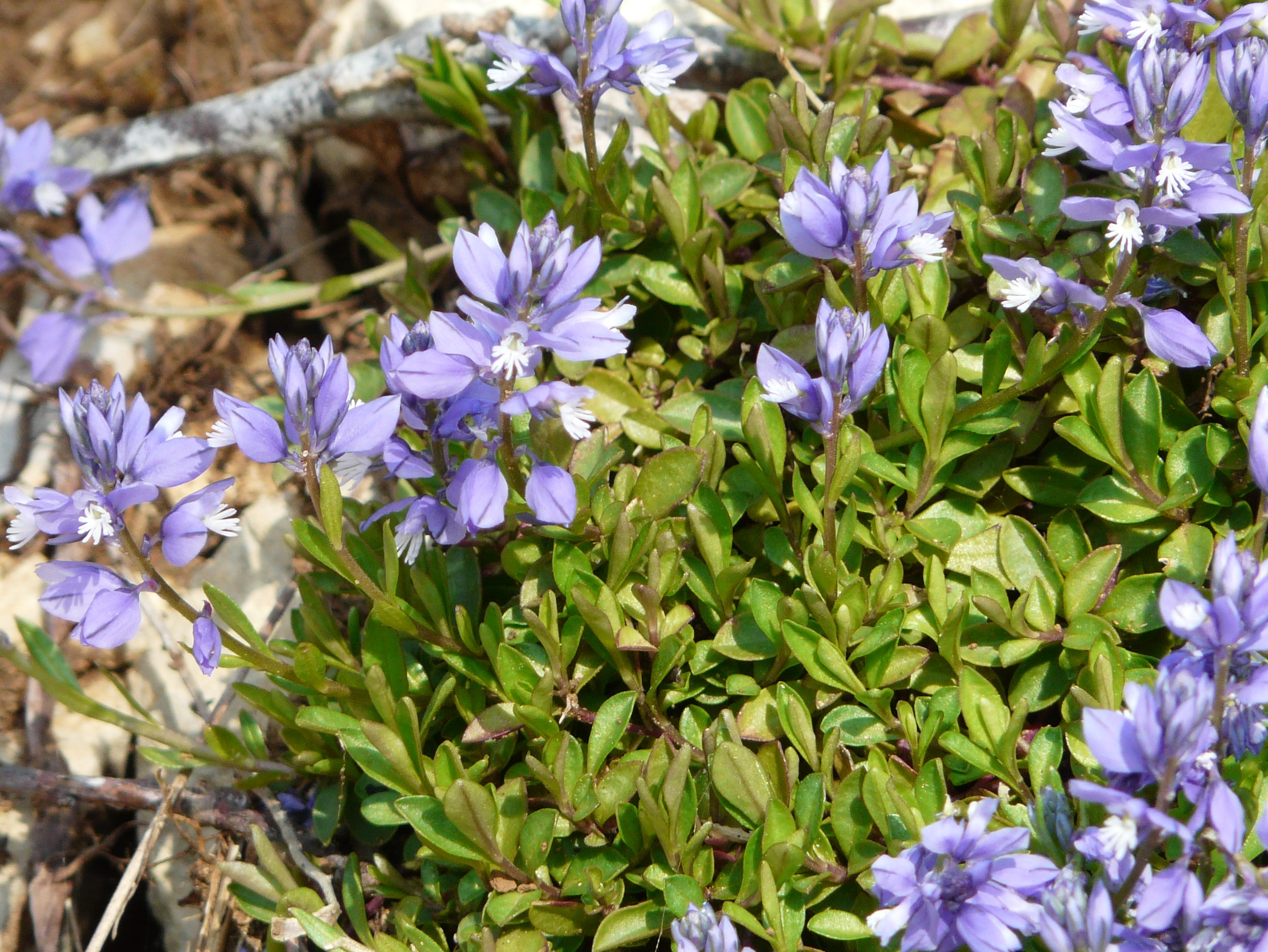
Polygala calcarea

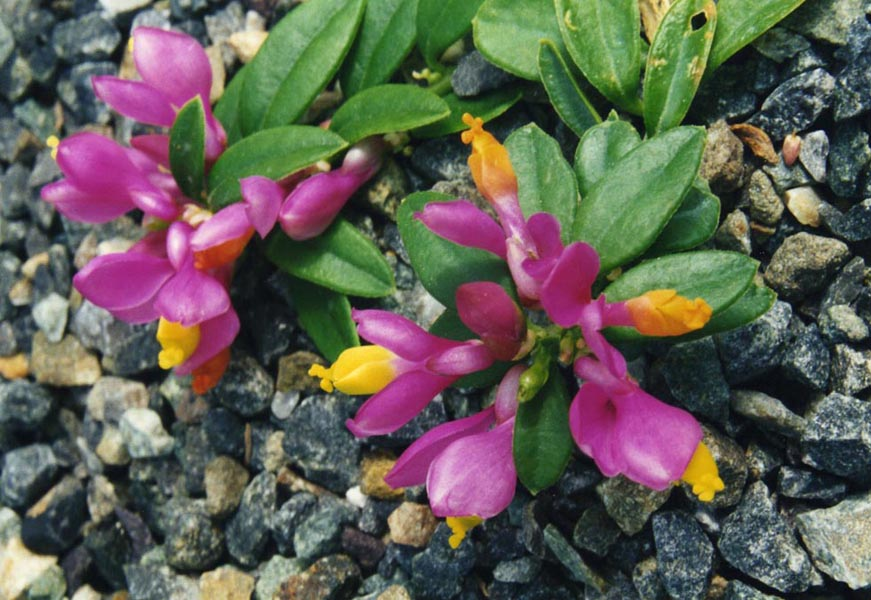
Polygala chamaebuxus

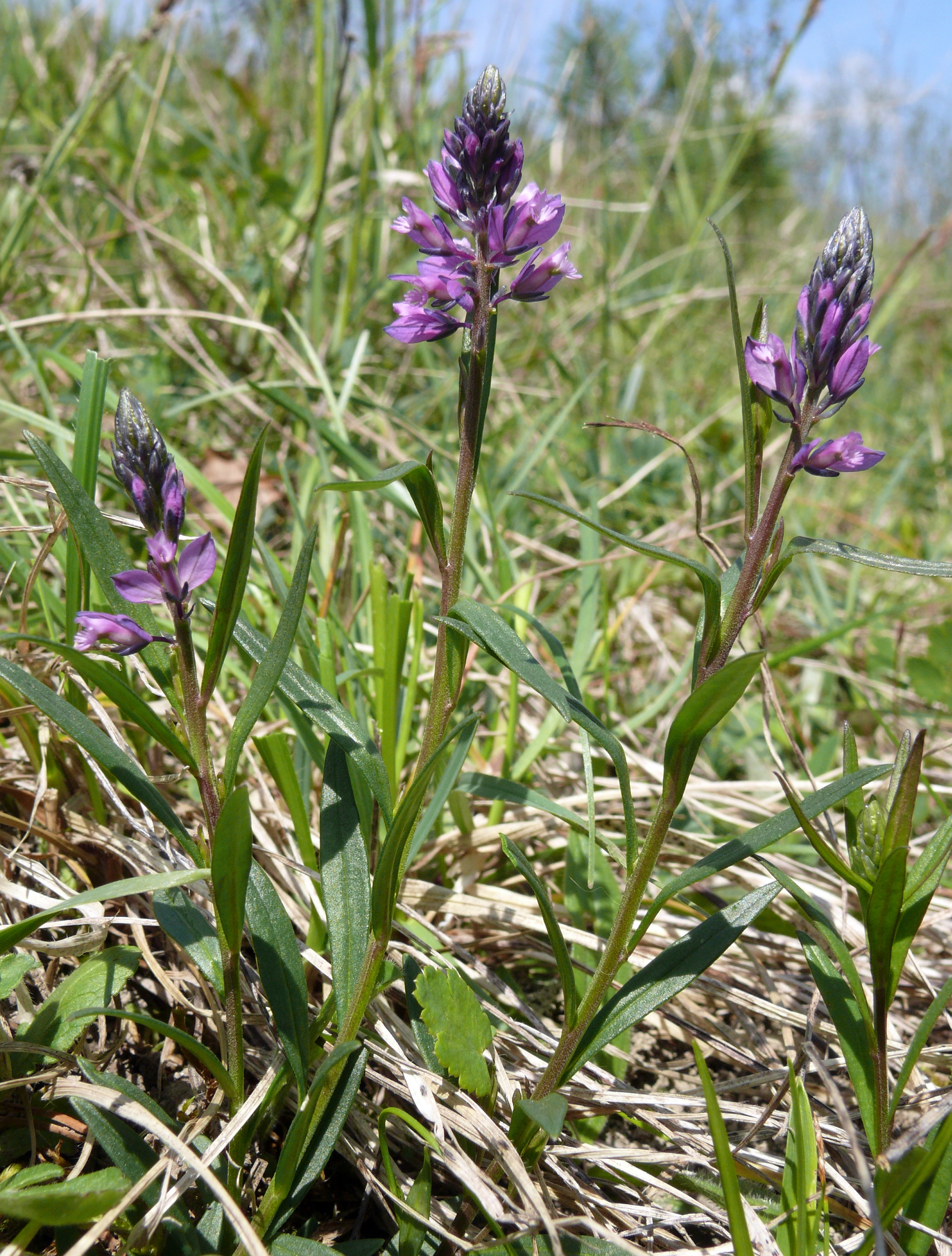
Krzyżownica czubata

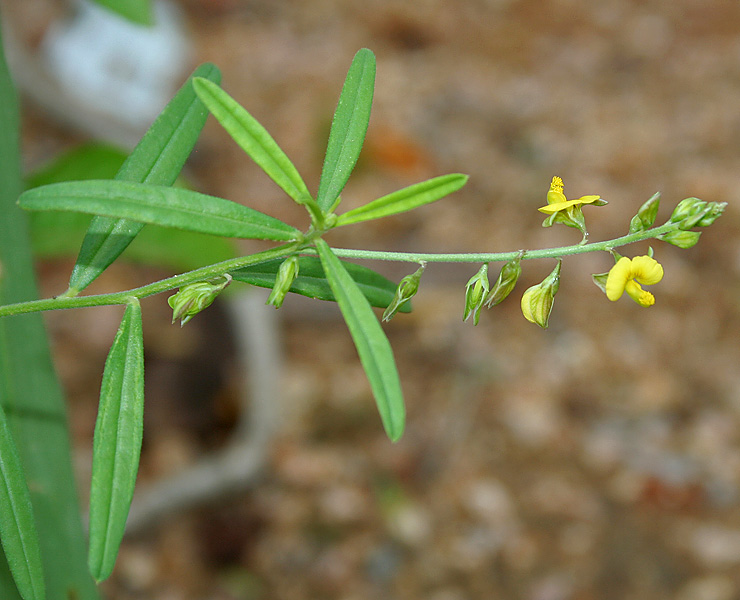
Polygala elongata

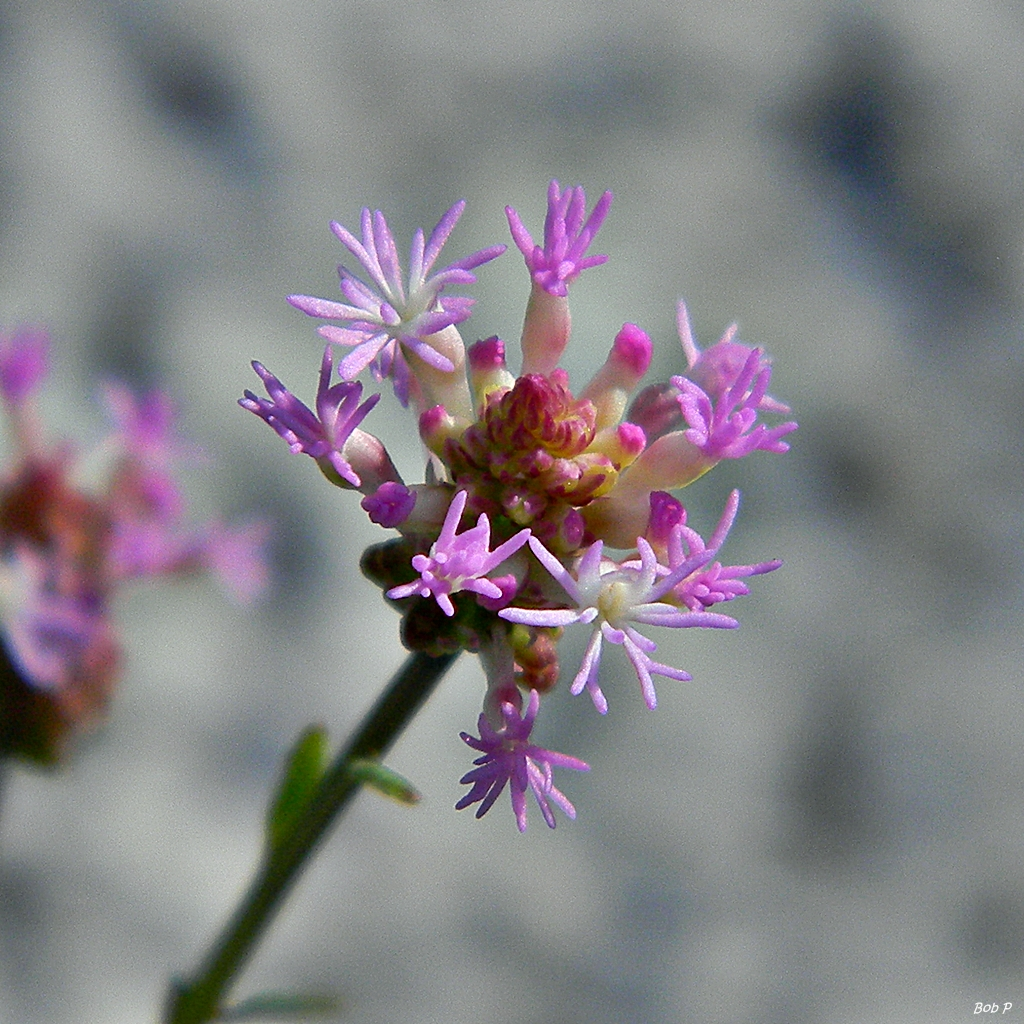
Polygala incarnata

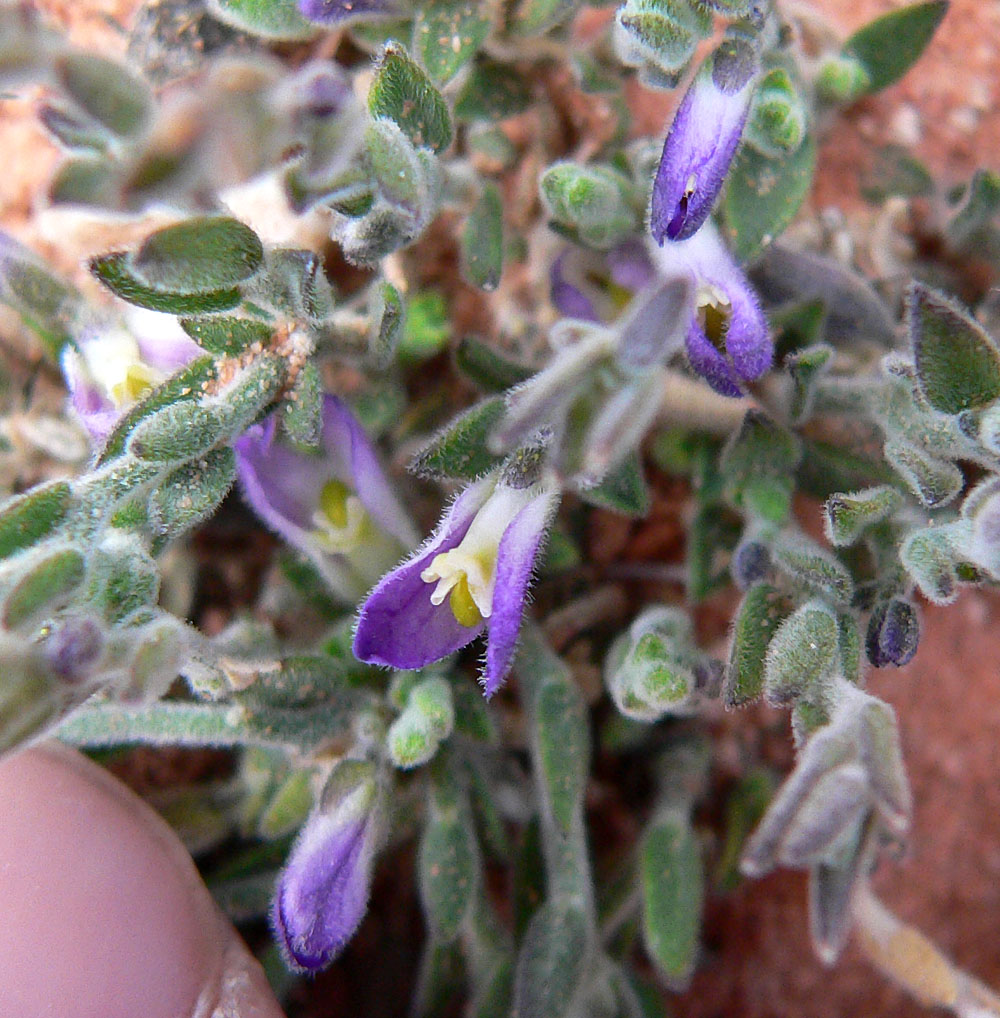
Polygala macradenia

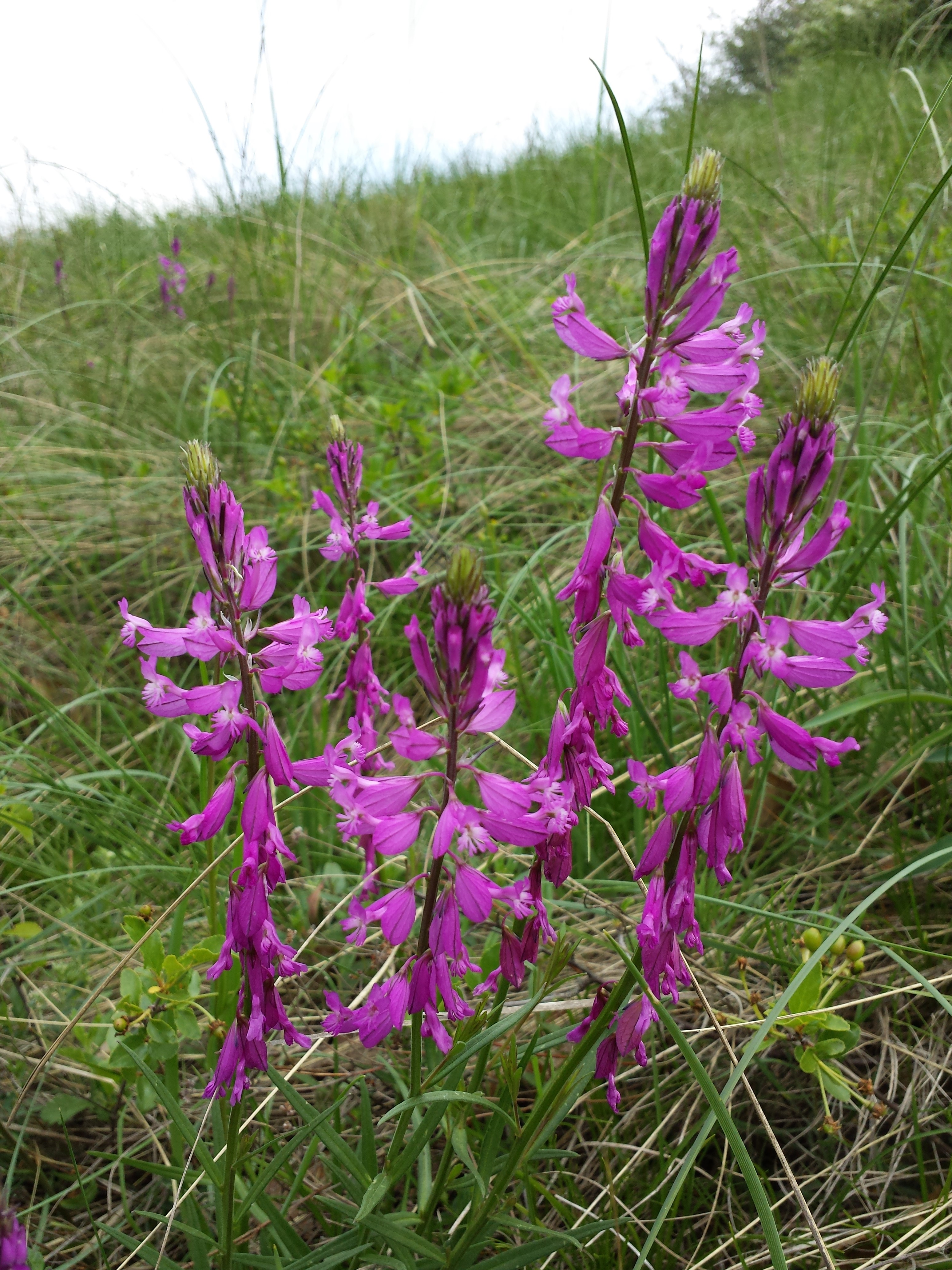
Polygala major

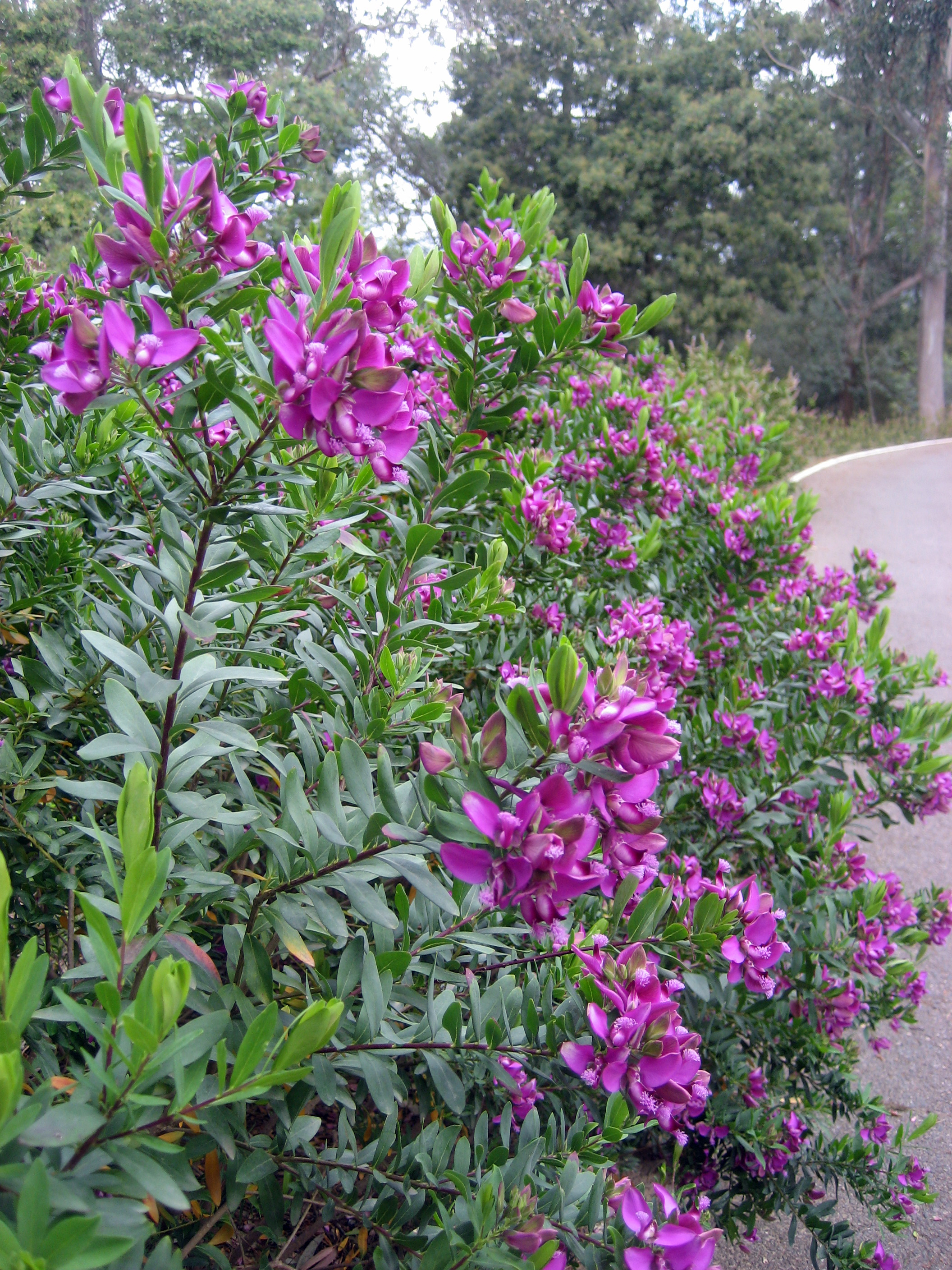
Polygala myrtifolia

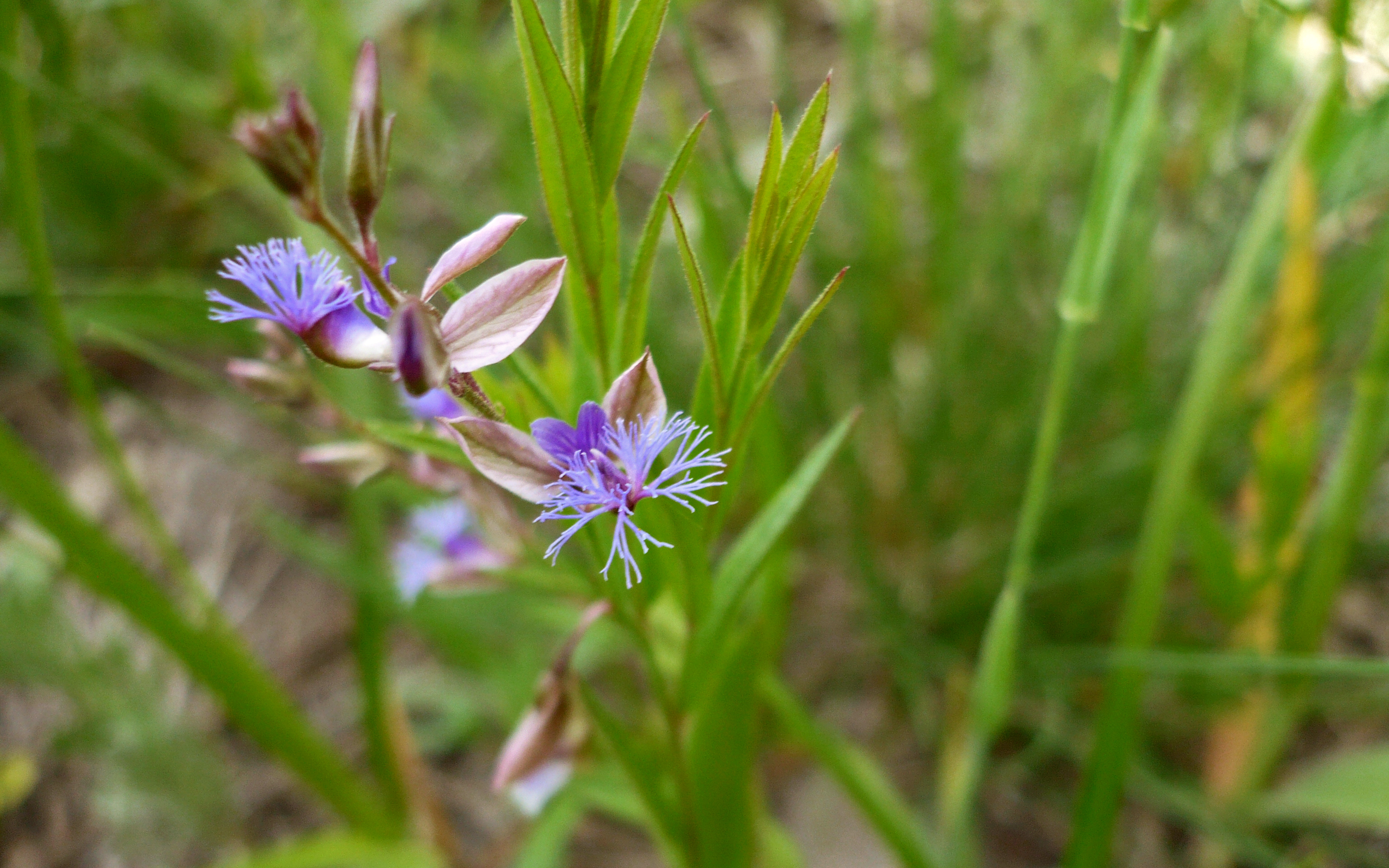
Polygala sibirica

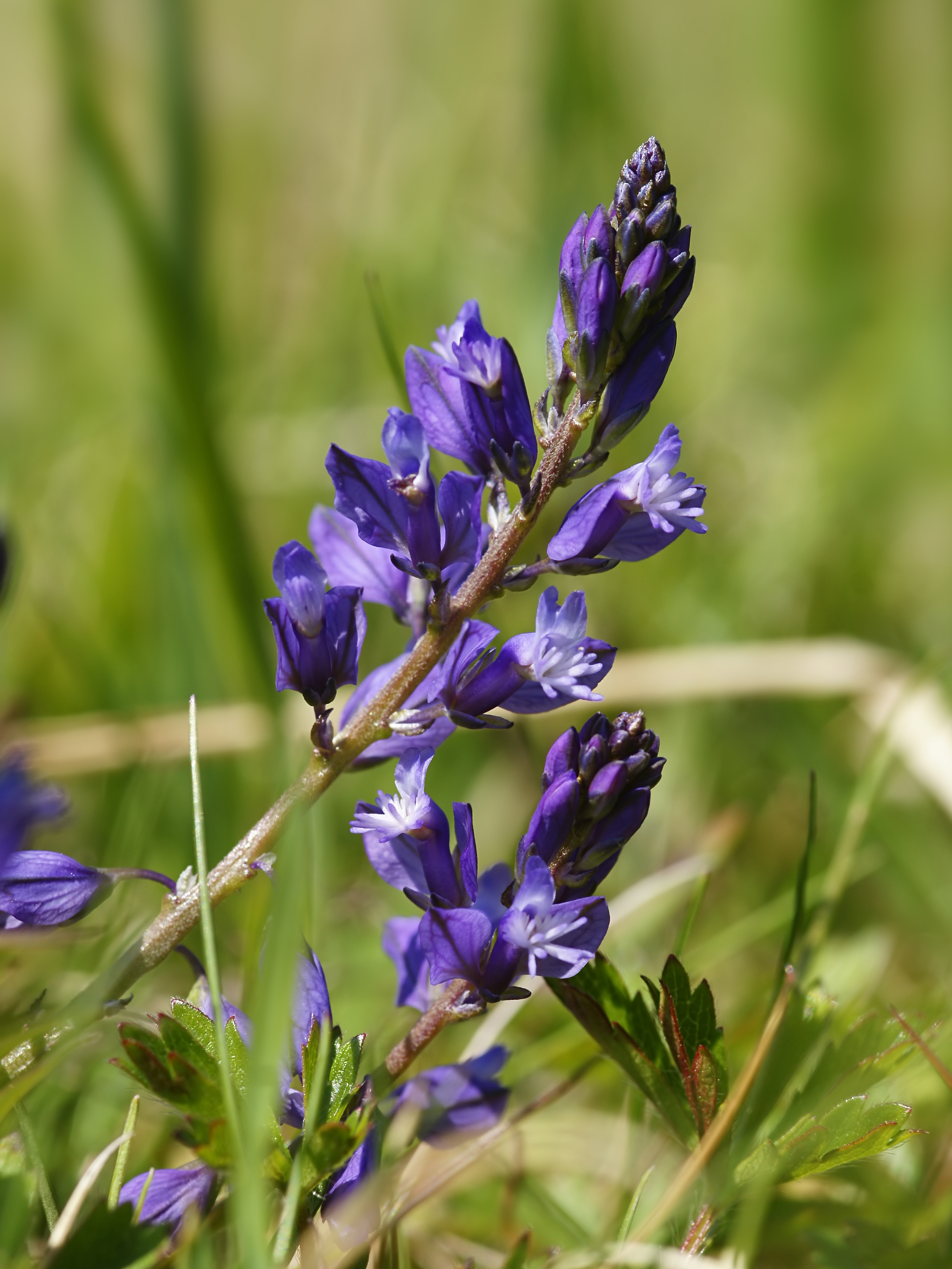
Krzyżownica zwyczajna

- Polygala abyssinica R.Br. ex Fresen.
- Polygala acanthoclada A. Gray
- Polygala acicularis Oliv.
- Polygala acuminata Willd.
- Polygala adamsonii Exell
- Polygala adenophora DC.
- Polygala adenophylla A. St.-Hil. & Moq.
- Polygala aethiopica Chodat
- Polygala affinis DC.
- Polygala africana Chodat
- Polygala alata Galushko
- Polygala alba Nutt.
- Polygala albida Schinz
- Polygala albowiana Chodat
- Polygala albowii Kem.-Nath
- Polygala alpestris Rchb.
- Polygala alpina (DC.) Steud.
- Polygala amara L. – krzyżownica gorzka
- Polygala amarella Crantz – krzyżownica gorzkawa
- Polygala amatymbica Eckl. & Zeyh.
- Polygala ambigua Nutt.
- Polygala americana Mill.
- Polygala amphothrix S.F. Blake
- Polygala anatina Chodat
- Polygala anatolica Boiss. & Heldr.
- Polygala andensis Chodat
- Polygala anderssonii B.L. Rob.
- Polygala andringitrensis Paiva
- Polygala angolensis Chodat
- Polygala ankaratrensis H. Perrier
- Polygala antillensis Chodat
- Polygala antunesii Gürke
- Polygala aparinoides Hook. & Arn.
- Polygala aphylla A.W. Benn.
- Polygala apiculata Porta
- Polygala apopetala Brandegee
- Polygala apparicioi Brade
- Polygala appressa Benth.
- Polygala appressipilis S.F. Blake
- Polygala arcuata Hayata
- Polygala arenaria Willd.
- Polygala arenicola Gürke
- Polygala arillata Buch.-Ham. ex D. Don
- Polygala arizonae Chodat
- Polygala arvensis Willd.
- Polygala arvicola Bojer
- Polygala asbestina Burch.
- Polygala aspalatha L.
- Polygala asperuloides Kunth
- Polygala atacorensis Jacq.-Fél.
- Polygala atropurpurea A. St.-Hil. & Moq.
- Polygala australis A.W. Benn.
- Polygala bahamensis S.F. Blake
- Polygala baikiei Chodat
- Polygala bakeriana Chodat
- Polygala balansae Coss.
- Polygala balduinii Nutt.
- Polygala barbellata S.K. Chen
- Polygala barbeyana Chodat
- Polygala baumii Gürke
- Polygala bawanglingensis F.W. Xing & Z.X. Li
- Polygala bennae Jacq.-Fél.
- Polygala berlandieri S.Watson
- Polygala bevilacquae Marques
- Polygala biformipilis S.F. Blake
- Polygala blakeana Steyerm.
- Polygala blanchetii Chodat
- Polygala blepharotropis S.F. Blake
- Polygala bocainensis Brade
- Polygala boissieri Coss.
- Polygala boliviensis A.W. Benn.
- Polygala bomiensis S.K. Chen & J.A.N. Parnell
- Polygala bonariensis Grondona
- Polygala bowkeriae Harv.
- Polygala boykinii Nutt.
- Polygala brachyanthema S.F. Blake
- Polygala brachyphylla Chodat
- Polygala brachyptera Griseb.
- Polygala brachysepala S.F. Blake
- Polygala brachytropis S.F. Blake
- Polygala bracteata A.W. Benn.
- Polygala bracteolata L.
- Polygala brandegeeana Chodat
- Polygala brasiliensis L.
- Polygala brevialata Chodat
- Polygala brevifolia Nutt.
- Polygala britteniana Chodat
- Polygala bryoides A. St.-Hil.
- Polygala butyracea Heckel
- Polygala buxifolia Kunth
- Polygala caerulescens S.F. Blake
- Polygala calcarea F.W.Schultz
- Polygala californica Nutt.
- Polygala campestris Gardner
- Polygala capillaris E.Mey. ex Harv.
- Polygala carnosicaulis W.H. Chen & Y.M. Shui
- Polygala carphoides Chodat
- Polygala carueliana (A.W.Benn.) Caruel
- Polygala caudata Rehder & E.H. Wilson
- Polygala celosioides A.W. Benn.
- Polygala chamaebuxus L.
- Polygala chapmanii Torr. & A. Gray
- Polygala chiapensis S.F. Blake
- Polygala chinensis L.
- Polygala chloroptera Chodat
- Polygala cisandina Chodat
- Polygala claessensii Chodat
- Polygala cneorum A. St.-Hil. & Moq.
- Polygala coelosioides Mart.
- Polygala collina Brandegee
- Polygala comosa Schkuhr – krzyżownica czubata
- Polygala compacta Rose
- Polygala compressa H. Perrier
- Polygala conferta A.W. Benn.
- Polygala confusa MacOwan
- Polygala conosperma Bojer
- Polygala conzattii Rose
- Polygala coriacea A. St.-Hil. & Moq.
- Polygala coridifolia C. Presl
- Polygala cornuta Kellogg
- Polygala costaricensis Chodat Ex T.Durand & Pittier
- Polygala cowellii (Britton) S.F. Blake
- Polygala crenata C.W. James
- Polygala crinita Chodat
- Polygala crista-galli Chodat
- Polygala cristata P. Taylor
- Polygala crotalarioides Buch.-Ham. ex DC.
- Polygala crucianelloides DC.
- Polygala cruciata L.
- Polygala cubensis Chodat
- Polygala cuneata (Griseb.) S.F. Blake
- Polygala curtissii A. Gray
- Polygala cuspidata DC.
- Polygala cuspidulata S.F. Blake
- Polygala cymosa Walter
- Polygala cyparissias A. St.-Hil. & Moq.
- Polygala darwiniana A.W. Benn.
- Polygala dasyphylla Levyns
- Polygala decidua S.F. Blake
- Polygala decipiens Besser
- Polygala decumbens A.W. Benn.
- Polygala deflorata Chodat
- Polygala densifolia A. St.-Hil. & Moq.
- Polygala desiderata Speg.
- Polygala dewevrei Exell
- Polygala didyma C.Y. Wu
- Polygala dimorphophylla S.F. Blake
- Polygala distans A.St.-Hil.
- Polygala doerfleri Hayek
- Polygala dolichocarpa S.F. Blake
- Polygala duarteana A. St.-Hil. & Moq.
- Polygala dukei Barringer
- Polygala dunniana H. Lév.
- Polygala durbanensis Chodat
- Polygala dusenii Norl.
- Polygala echinosperma Görts
- Polygala edmundii Chodat
- Polygala elegans Wall. ex Royle
- Polygala ellenbeckii Gürke Ex Chodat
- Polygala emirnensis Baker
- Polygala emoryi S.F. Blake
- Polygala engleri Chodat
- Polygala ephedroides Burch.
- Polygala equisetoides A. St.-Hil. & Moq.
- Polygala ericaefolia DC.
- Polygala erioptera DC.
- Polygala erlangeri Gürke Ex Chodat
- Polygala esterae Chodat
- Polygala exelliana Troupin
- Polygala exilis DC.
- Polygala exserta S.F. Blake
- Polygala extraaxillaris Chodat
- Polygala fallax Hemsl.
- Polygala fendleri Chodat
- Polygala fernandesiana Paiva
- Polygala ficalhoana Exell & Mendonça
- Polygala filifera Chodat
- Polygala fischeri Gürke
- Polygala fishiae Parry
- Polygala flagellaris Small
- Polygala flavescens DC.
- Polygala floribunda Benth.
- Polygala fragilis Paiva
- Polygala franchetii Chodat
- Polygala francisci Exell
- Polygala friesii Chodat
- Polygala fruticosa P.J. Bergius
- Polygala furcata Royle
- Polygala gagnebiniana Chodat
- Polygala galapageia Hook. f.
- Polygala galeottii Chodat
- Polygala galioides Poir.
- Polygala galpinii Hook. f.
- Polygala ganguelensis Exell & Mendonça
- Polygala garcinii DC.
- Polygala gayii A.W. Benn.
- Polygala gazensis Baker F.
- Polygala gerrardii Chodat
- Polygala gigantea Chodat
- Polygala gilletiana E.M.A. Petit
- Polygala gilletii Paiva
- Polygala glaziovii Chodat
- Polygala globulifera Dunn
- Polygala glochidiata Kunth
- Polygala gnidioides Willd.
- Polygala goetzei Gürke
- Polygala gomesiana Welw. ex Oliv.
- Polygala gondarensis Chiov.
- Polygala gossweileri Exell & Mendonça
- Polygala goudahensis Paiva
- Polygala gracilenta Burtt Davy
- Polygala gracilipes Harv.
- Polygala gracillima S.Watson
- Polygala grandidieri Baill.
- Polygala grandiflora Walter
- Polygala grandifolia A. St.-Hil. & Moq.
- Polygala grazielae Marques
- Polygala greveana Baill.
- Polygala grondonae Zuloaga & Morrone
- Polygala guantanamana S.F. Blake
- Polygala guaranitica Chodat
- Polygala guatemalensis A.W.Benn.
- Polygala guerichiana Engl.
- Polygala guineensis Willd.
- Polygala gymnoclada MacOwan
- Polygala hainanensis Chun & F.C. How
- Polygala harleyi Marques
- Polygala harperi Small
- Polygala hebantha Benth.
- Polygala hebeclada DC.
- Polygala hecatantha Urb.
- Polygala hemipterocarpa A. Gray
- Polygala herbiola A. St.-Hil. & Moq.
- Polygala heterorhyncha (Barneby) T. Wendt
- Polygala hickeniana Grondona
- Polygala hieronymi Chodat
- Polygala hildebrandtii Baill.
- Polygala hirsuta A. St.-Hil. & Moq.
- Polygala hispida Burch.
- Polygala homblei Exell
- Polygala hondurana Chodat
- Polygala hongkongensis Hemsl.
- Polygala hookeri Torr. & A. Gray
- Polygala hottentotta C. Presl
- Polygala huillensis Welw. ex Oliv.
- Polygala humbertii H. Perrier
- Polygala hygrophila Kunth
- Polygala ilheotica Wawra
- Polygala illepida Ex Harv.
- Polygala incarnata L.
- Polygala insignis Klotzsch
- Polygala intermontana T. Wendt
- Polygala intricata S.F. Blake
- Polygala irregularis Boiss.
- Polygala irwinii Wurdack
- Polygala isaloensis H. Perrier
- Polygala isocarpa Chodat
- Polygala jaliscana S.F. Blake
- Polygala jamaicensis Chodat
- Polygala jefensis W.H. Lewis
- Polygala jujuyensis Grondona
- Polygala juncea A.St.-Hil.
- Polygala kagerensis Lebrun & Taton
- Polygala kalaxariensis Schinz
- Polygala karensium Kurz
- Polygala kasikensis Exell
- Polygala kassasii Chrtek
- Polygala katangensis Exell
- Polygala khasiana Hassk.
- Polygala kilimandjarica Chodat
- Polygala koi Merr.
- Polygala krugii Chodat
- Polygala krumanina Burch. ex Ficalho & Hiern
- Polygala kurtzii A.W. Benn.
- Polygala lacei W. G. Craib
- Polygala lancifolia A. St.-Hil. & Moq.
- Polygala langebergensis Levyns
- Polygala lasiosepala Levyns
- Polygala latouchei Franch.
- Polygala laureola A. St.-Hil. & Moq.
- Polygala laxifolia Exell
- Polygala lecardii Chodat
- Polygala leendertziae Burtt Davy
- Polygala lehmanniana Eckl. & Zeyh.
- Polygala leptophylla Burch.
- Polygala leptosperma Chodat
- Polygala leptostachys Shuttlew. ex A.Gray
- Polygala leucantha A.W. Benn.
- Polygala lewtonii Small
- Polygala lhunzeensis C.Y. Wu & S.K. Chen
- Polygala lijiangensis C.Y. Wu & S.K. Chen
- Polygala limae Exell
- Polygala linarifolia Willd.
- Polygala lindheimeri A. Gray
- Polygala liniflora Boj. ex Chodat
- Polygala linoides Poir.
- Polygala loanzensis Exell
- Polygala longa S.F. Blake
- Polygala longeracemosa H. Perrier
- Polygala longicaulis Kunth
- Polygala longifolia Poir.
- Polygala longipes S.F. Blake
- Polygala lozanii Rose
- Polygala ludwigiana Eckl. & Zeyh.
- Polygala luenensis Paiva
- Polygala lusitanica Welw. ex Chodat
- Polygala lutea L.
- Polygala luteo-viridis Chodat
- Polygala lycopodioides Chodat
- Polygala lysimachiifolia Chodat
- Polygala macradenia A. Gray
- Polygala macroptera DC.
- Polygala macrostachya Chodat
- Polygala macrostigma Chodat
- Polygala madagascariensis O. Hoffm.
- Polygala magdalenae Brandegee
- Polygala major Jacq.
- Polygala makaschwilii Kem.-Nath.
- Polygala malmeana Chodat
- Polygala mandonii Chodat
- Polygala maravillasensis Correll
- Polygala marensis Burtt Davy
- Polygala mariana Mill.
- Polygala marquesiana J.F.B.Pastore & T.B.Cavalc.
- Polygala martiana A.W. Benn.
- Polygala martinellii Marques & E.F.Guim.
- Polygala mathusiana Chodat
- Polygala matteiana Pamp.
- Polygala melilotoides Chodat
- Polygala membranacea (Miq.) Görts
- Polygala mendoncae E.Petit
- Polygala meonantha Chodat
- Polygala merenskiana Dinter
- Polygala meridionalis Levyns
- Polygala messambuziensis Paiva
- Polygala michoacana B.L. Rob. & Seaton
- Polygala microlopha Burch. ex DC.
- Polygala microphylla L.
- Polygala microspora S.F.Blake
- Polygala microtricha S.F. Blake
- Polygala minuta Paiva
- Polygala minutifolia Rose
- Polygala misella Bernardi
- Polygala molluginifolia A.St.-Hil.
- Polygala monninoides Kunth
- Polygala monodonta Chodat
- Polygala monosperma A.W. Benn.
- Polygala monspeliaca L.
- Polygala moquiniana A. St.-Hil. & Moq.
- Polygala mossamedensis Paiva
- Polygala mossii Exell
- Polygala multiceps Mart. ex A.W. Benn.
- Polygala multiflora Poir.
- Polygala multifurcata Mildbr.
- Polygala murati Jacq.-Fél.
- Polygala myriantha Chodat
- Polygala myrtifolia L.
- Polygala myrtilloides Willd.
- Polygala myrtillopsis Welw. ex Oliv.
- Polygala myurus Chodat
- Polygala nambalensis Gürke
- Polygala nana DC.
- Polygala natalensis Chodat
- Polygala negevensis Danin
- Polygala neglecta MacOwan
- Polygala nematocaulis Levyns
- Polygala nematophylla Exell
- Polygala nemoralis A.W. Benn.
- Polygala nicaeensis Risso Ex W.D.J.Koch
- Polygala nilotica Chodat
- Polygala nitida Brandegee
- Polygala nodiflora Chodat
- Polygala nudata Brandegee
- Polygala nudicaulis A.W. Benn.
- Polygala nuttallii Torr. & A. Gray
- Polygala nyikensis Exell
- Polygala oaxacana Chodat
- Polygala obovata A. St.-Hil. & Moq.
- Polygala obscura Benth.
- Polygala obtusissima Hochst. ex Chodat
- Polygala oedipus Speg.
- Polygala ohlendorfiana Eckl. & Zeyh.
- Polygala oleifolia A. St.-Hil. & Moq.
- Polygala oligosperma C.Y. Wu
- Polygala oliveriana Exell & Mendonça
- Polygala oophylla S.F. Blake
- Polygala ophiura Chodat
- Polygala oreophila Speg.
- Polygala orthotricha S.F. Blake
- Polygala ovatifolia A. Gray
- Polygala oxyphylla DC.
- Polygala pallida E.Mey. ex Harv.
- Polygala palmeri S. Watson
- Polygala paludicola Gürke
- Polygala panamensis Chodat
- Polygala paniculata L.
- Polygala pappeana Eckl. & Zeyh.
- Polygala parkeri Levyns
- Polygala parrasana Brandegee
- Polygala parryi A.W. Benn.
- Polygala patagonica Phil.
- Polygala paucifolia Willd.
- Polygala pavonii Chodat
- Polygala pearcei A.W. Benn.
- Polygala pearsonii Exell
- Polygala pedicellata S.F. Blake
- Polygala peduncularis Burch. ex DC.
- Polygala penaea L.
- Polygala peplis Baill.
- Polygala perennis Blake
- Polygala perrieri Paiva
- Polygala persicariifolia DC.
- Polygala persistens A.W. Benn.
- Polygala peruviana A.W. Benn.
- Polygala peshmenii Eren, Parolly, Raus & Kürschner
- Polygala petitiana A.Rich.
- Polygala petraea Schinz
- Polygala phoenicistes S.F. Blake
- Polygala piliophora S.F.Blake
- Polygala planellasi Molinet & M. Gómez
- Polygala platycarpa Benth.
- Polygala poaya Mart.
- Polygala pobequinii A. Chev. & Jacq.-Fél.
- Polygala podolica DC.
- Polygala poggei Gürke
- Polygala pohliana A.St.-Hil.
- Polygala polifolia C. Presl
- Polygala polyedra Brandegee
- Polygala polygama Walter
- Polygala polymorpha Chodat
- Polygala polyphylla DC.
- Polygala pottebergensis Levyns
- Polygala praetervisa Chodat
- Polygala praticola Chodat
- Polygala preslii Spreng.
- Polygala pretzii Pennell
- Polygala producta N.E. Br.
- Polygala pseudocoelosioides Chodat
- Polygala pseudocoriacea Chodat
- Polygala pseudoerica A.St.-Hil.
- Polygala pseudosericea Chodat
- Polygala pseudovariabilis Chodat
- Polygala pterocarya Chodat
- Polygala pterolopha Chodat
- Polygala pteropoda H. Perrier
- Polygala pubiflora Burch.
- Polygala pulchella A. St.-Hil. & Moq.
- Polygala pumila Norlind
- Polygala punctata A.W.Benn.
- Polygala punctifera S.F. Blake
- Polygala pungens Burch.
- Polygala purpusii Brandegee
- Polygala quitensis Turcz.
- Polygala racemosa S.F. Blake
- Polygala ramosa Elliott
- Polygala ramosior (Nash Ex B.L. Rob.) Small
- Polygala rarifolia DC.
- Polygala recognita Chodat
- Polygala rectipilis S.F. Blake
- Polygala reducta S.F. Blake
- Polygala refracta DC.
- Polygala rehmannii Chodat
- Polygala remota A.W. Benn.
- Polygala resedoides A. St.-Hil. & Moq.
- Polygala resendeana Paiva
- Polygala resinosa S.K. Chen
- Polygala retifolia S.F. Blake
- Polygala revoluta Gardner
- Polygala rhinostigma Chodat
- Polygala rhodoptera Mart. ex A.W. Benn.
- Polygala rhysocarpa S.F. Blake
- Polygala rigida A. St.-Hil. & Moq.
- Polygala rimulicola Steyerm.
- Polygala riograndensis R. Ludtke & Miotto
- Polygala rivinifolia Kunth
- Polygala rivularis Gürke
- Polygala robinsonii S.F. Blake
- Polygala robsonii Exell
- Polygala robusta Gürke
- Polygala rojasii Chodat
- Polygala rosei Hicken
- Polygala roubienna A. St.-Hil. & Moq.
- Polygala rugelii Shuttlew. ex A. Gray
- Polygala rupestris Pourr.
- Polygala rupicola Hochst. & Steud.
- Polygala rusbyi Greene
- Polygala russelliana S.F. Blake
- Polygala ruwenzoriensis Chodat
- Polygala sabuletorum Skottsb.
- Polygala sabulosa A.W. Benn.
- Polygala sadebeckiana Gürke
- Polygala saginoides Griseb.
- Polygala salasiana Gay
- Polygala salviniana A.W.Benn.
- Polygala sanariapoana Steyerm.
- Polygala sancta-luciae Chodat
- Polygala sancti-georgii Riley
- Polygala sanguinea L.
- Polygala sansisbarensis Gürke
- Polygala santacruzensis Grondona
- Polygala santanderensis Killip & Steyerm.
- Polygala sardoa Chodat
- Polygala savannarum Chodat
- Polygala saxicola Dunn
- Polygala schinziana Chodat
- Polygala schoenlankii O. Hoffm. & Hildebrandt
- Polygala schwartziana Paiva
- Polygala schweinfurthii Chodat
- Polygala scoparia Kunth
- Polygala scoparioides Chodat
- Polygala securidaca Chodat
- Polygala sedoides A.W. Benn.
- Polygala selaginoides A.W. Benn.
- Polygala seleri Chodat
- Polygala selloi (Spreng.) Bernardi
- Polygala semialata S. Watson
- Polygala seminuda Harv.
- Polygala senega L.
- Polygala senensis Klotzsch
- Polygala sennii Chiov.
- Polygala septentrionalis Troupin
- Polygala sericea A.W. Benn.
- Polygala serpens S.F. Blake
- Polygala serpentaria Eckl. & Zeyh.
- Polygala serpyllifolia Hosé
- Polygala setacea Michx.
- Polygala shinnersii W.H. Lewis
- Polygala sibirica L.
- Polygala sinaloae S.F. Blake
- Polygala sipapoana Wurdack
- Polygala smallii R. R. Sm. & D.B. Ward
- Polygala solieri Gay
- Polygala somaliensis Baker
- Polygala sparsifolia Oliv.
- Polygala spathulata Griseb.
- Polygala spectabilis DC.
- Polygala sphaerocephala Chodat
- Polygala sphenoptera Fresen.
- Polygala spicata Chodat
- Polygala spinescens Gillies Ex Hook. & Arn.
- Polygala spruceana A.W.Benn.
- Polygala squamifolia C. Wright Ex Griseb.
- Polygala stenopetala Klotzsch
- Polygala stenophylla A. Gray
- Polygala steudneri Chodat
- Polygala stipitata Chodat & S.F. Blake
- Polygala stricta A. St.-Hil. & Moq.
- Polygala subalata S. Watson
- Polygala subandina Phil.
- Polygala subdioica H. Perrier
- Polygala subopposita S.K. Chen
- Polygala subspinosa S. Watson
- Polygala subtilis Kunth
- Polygala subuniflora Boiss. & Heldr.
- Polygala subverticillata Chodat
- Polygala supina Schreb.
- Polygala tamariscea Mart.
- Polygala tatarinowii Regel
- Polygala tehuacana Brandegee
- Polygala tenella Willd.
- Polygala tenuicaulis Hook. f.
- Polygala tenuifolia Willd.
- Polygala tenuiloba S.F. Blake
- Polygala tenuis DC.
- Polygala teretifolia L. f.
- Polygala texensis B.L. Rob.
- Polygala timoutoides Chodat
- Polygala timoutou Aubl.
- Polygala tinctoria Vahl
- Polygala tisseranta Jac.-Fel.
- Polygala torrei Exell
- Polygala translucida Chodat
- Polygala transvaalensis Chodat
- Polygala tricholopha Chodat
- Polygala trichoptera Chodat
- Polygala trichosperma L.
- Polygala triflora L.
- Polygala trifurcata Chodat
- Polygala triquetra A. Chev.
- Polygala tuberculata Chodat
- Polygala turgida Rose
- Polygala tweedyi Britton Ex Wheelock
- Polygala ukirensis Gürke
- Polygala ulei Taub.
- Polygala umbellata L.
- Polygala umbonata W. G. Craib
- Polygala uncinata E. Mey. ex Meissn.
- Polygala usafuensis Gürke
- Polygala vatkeana Exell
- Polygala vayredae Costa
- Polygala velata S.F. Blake
- Polygala ventanensis Grondona
- Polygala venulosa Sm.
- Polygala vergrandis W.H. Lewis
- Polygala verticillata L.
- Polygala vilcabambae B. Eriksen & B. Ståhl
- Polygala violacea Aubl.
- Polygala violoides A. St.-Hil. & Moq.
- Polygala viridescens L.
- Polygala viridis S. Watson
- Polygala vollii Brade
- Polygala vulgaris L. – krzyżownica zwyczajna
- Polygala watsonii Chodat
- Polygala wattersii Hance
- Polygala welwitschii Chodat
- Polygala wenxianensis Y.S. Zhou & Z.X. Peng
- Polygala westii Exell
- Polygala wettsteinii Chodat
- Polygala williamsii Böcher, Hjert. & Rahn
- Polygala wilmsii Chodat
- Polygala wittebergensis Compton
- Polygala wittei Exell
- Polygala woodii Chodat
- Polygala wrightii Chodat
- Polygala wurdackiana W.H. Lewis
- Polygala wuzhishanensis S.K. Chen & J.A.N. Parnell
- Polygala xanthina Chodat
- Polygala xanti A. Gray
- Polygala youngii Exell
- Polygala zacatecana S.F. Blake
- Polygala zindae G.A. Black